# Dichtefunktionaltheorie (Quantenphysik)
Die Dichtefunktionaltheorie (DFT) ist ein Verfahren zur Bestimmung des quantenmechanischen Grundzustandes eines Vielelektronensystems, das auf der ortsabhängigen Elektronendichte beruht. Die Dichtefunktionaltheorie wird zur Berechnung grundlegender Eigenschaften von Molekülen und Festkörpern, wie beispielsweise von Bindungslängen und -energien, verwendet.
Die große Bedeutung dieser Theorie liegt darin, dass sie keine Lösung der vollständigen Schrödingergleichung für das Vielelektronensystem erfordert. Sie benötigt erheblich weniger Rechenleistung und macht Berechnungen von Systemen mit deutlich mehr als zehn Elektronen überhaupt erst möglich.
Für die Entwicklung der Dichtefunktionaltheorie wurde 1998 der Nobelpreis für Chemie zur Hälfte an Walter Kohn vergeben.

## Grundlagen
Grundlage der Dichtefunktionaltheorie ist das Hohenberg-Kohn-Theorem: Der Grundzustand eines Systems von {\displaystyle N} Elektronen (als Wellenfunktion von {\displaystyle 3N} Raumkoordinaten abhängig) ist durch die ortsabhängige Elektronendichte {\displaystyle \rho ({\vec {r}})} eindeutig festgelegt. In der Dichtefunktionaltheorie wird nun die Elektronendichte im Grundzustand bestimmt. Daraus können im Prinzip alle weiteren Eigenschaften des Grundzustandes bestimmt werden. Diese Eigenschaften, beispielsweise die Gesamtenergie, sind Funktionale der Dichte. Das Kernproblem der Dichtefunktionaltheorie besteht folglich darin, das entsprechende Funktional zu finden.
Die Gesamtenergie kann geschrieben werden als Summe der kinetischen Energie {\displaystyle \mathbf {T} [\rho ]}, der Elektron-Kern-Wechselwirkung {\displaystyle \mathbf {E} _{ne}[\rho ]} und der Elektron-Elektron-Wechselwirkung {\displaystyle \mathbf {E} _{ee}[\rho ]}:
{\displaystyle \mathbf {E} [\rho ]=\mathbf {T} [\rho ]+\mathbf {E} _{ne}[\rho ]+\mathbf {E} _{ee}[\rho ].}
Die Elektron-Elektron-Wechselwirkung {\displaystyle \mathbf {E} _{ee}[\rho ]} selbst wird ebenfalls als Summe geschrieben aus einem Term für die elektrostatische Abstoßung zwischen den Elektronen {\displaystyle \mathbf {J} [\rho ]} und einem Term für die nicht-klassischen Effekte, das heißt für die Austauschwechselwirkung {\displaystyle \mathbf {E} _{XC}[\rho ]} (von englisch „Exchange Correlation“ mit „{\displaystyle x}“ für „exchange“ und „{\displaystyle c}“ für „correlation“):
{\displaystyle \mathbf {E} _{ee}[\rho ]=\mathbf {J} [\rho ]+\mathbf {E} _{XC}[\rho ]}
Die Funktionale für die Elektron-Kern-Wechselwirkung {\displaystyle \mathbf {E} _{ne}[\rho ]} und die elektrostatische Abstoßung {\displaystyle \mathbf {J} [\rho ]} der Elektron-Elektron-Wechselwirkung {\displaystyle \mathbf {E} _{ee}[\rho ]} (der sogenannte Coulomb-Teil) können aus den entsprechenden klassischen Ausdrücken abgeleitet werden. Für die kinetische Energie {\displaystyle \mathbf {T} [\rho ]} und den Austausch-Teil {\displaystyle \mathbf {E} _{XC}[\rho ]} der Elektron-Elektron-Wechselwirkung ist dies nicht möglich. Für diese Terme müssen deshalb Näherungen gesucht werden. Da die kinetische Energie einen erheblichen Anteil an der Gesamtenergie hat, können zu grobe Näherungen drastische Auswirkungen haben. Frühere Ansätze mit Funktionalen, die ausschließlich auf der Dichte {\displaystyle \rho } basierten, wie das Thomas-Fermi-Modell, waren für die Beschreibung von Molekülen ungeeignet. Tatsächlich sagt das Thomas-Fermi-Modell keine stabilen Moleküle mit chemischen Bindungen vorher.

### Die Kohn-Sham-Funktionen
Ein Problem der frühen rein dichtebasierten DFT-Ansätze, wie dem Thomas-Fermi-Modell, waren die Näherungen im Funktional der kinetischen Energie {\displaystyle \mathbf {T} [\rho ]}. Indem er einen Determinantenansatz mit Orbitalen (Einelektronen-Wellenfunktionen) verwendet, analog zur Hartree-Fock-Theorie, umgeht der Kohn-Sham-Ansatz (benannt nach Walter Kohn und Lu Jeu Sham) dieses Problem, da die genaue Form des Funktionals der kinetischen Energie für eine Slater-Determinante (einer Gesamt-Wellenfunktion, die aus einzelnen Orbitalen zusammengesetzt ist) exakt berechnet werden kann.
{\displaystyle \mathbf {T} _{SD}=\sum _{i=1}^{N}\langle {\varphi _{i}}|-{\frac {1}{2}}\nabla ^{2}|\varphi _{i}\rangle {}}
Es werden somit {\displaystyle N} Orbitale, die sogenannten Kohn-Sham-Funktionen {\displaystyle \varphi _{j}} angesetzt. Die Elektronendichte erhält man aus der Summe der Elektronendichten der Kohn-Sham-Funktionen:
{\displaystyle \rho ({\vec {r}})=\sum _{j=1}^{N}{\left|{\varphi _{j}({\vec {r}})}\right|^{2}}}
Mit diesem Ansatz lassen sich auch {\displaystyle \mathbf {J} [\rho ]} und {\displaystyle \mathbf {E} _{ne}[\rho ]} leicht berechnen. Die Verwendung einer Slater-Determinante bringt jedoch auch ein Problem mit sich: Die Berechnung wird nun für ein wechselwirkungsfreies System durchgeführt, das durch eine Slater-Determinante beschrieben wird (man spricht vom „Referenzsystem“) und nicht für das reale System. Da die Energie ein Funktional der Dichte ist und somit ausschließlich von der Dichte abhängt, kann die genaue Energie prinzipiell aus jedem Referenzsystem gewonnen werden, sofern ihre Elektronendichte mit der des realen Systems identisch ist. Somit ist die Verwendung eines nicht interagierenden Kohn-Sham-Systems gültig, solange seine Dichte gleich der tatsächlichen Dichte ist. Natürlich stellt sich hierbei die prinzipielle Frage, ob die Dichte jedes realen Systems durch eine einzige Slater-Determinante reproduziert werden kann.
Unter der Annahme, dass die genaue Dichte durch das Kohn-Sham-System reproduziert werden kann, besteht jedoch immer noch das Problem, dass das genaue Funktional benötigt wird. Die Differenz zwischen der exakten kinetischen Energie und der mit der Determinantenwellenfuktion berechneten Energie zusammen mit der Differenz zwischen der exakten Elektron-Elektronen-Wechselwirkung und der klassischen Coulomb-Interaktion bildet das sogenannte Austausch-Korrelations-Funktional {\displaystyle \mathbf {E} _{xc}[\rho ]} in der Kohn-Sham-Theorie.
{\displaystyle \mathbf {E} _{xc}[\rho ]=(\mathbf {T} [\rho ]-\mathbf {T} _{SD}[\rho ])+(\mathbf {E} _{ee}[\rho ]-\mathbf {J} [\rho ])}
Das gesamte Kohn-Sham-Funktional lässt sich somit schreiben als:
{\displaystyle \mathbf {E} _{KS}[\rho ]=\mathbf {T} _{SD}[\rho ]+\mathbf {E} _{ne}[\rho ]+\mathbf {J} [\rho ]+\mathbf {E} _{xc}[\rho ]}
Damit finden sich alle nicht exakt bestimmbaren Terme im Austausch-Korrelations-Funktional und es überrascht daher nicht, dass sich die einzelnen Ansätze der modernen Dichtefunktionaltheorie vor allem in der Festlegung des Austausch-Korrelations-Funktionals unterscheiden. Da die genaue Form von {\displaystyle \mathbf {E} _{xc}[\rho ]} nicht bekannt ist und es entsprechend angenähert werden muss, scheint der Kohn-Sham-Ansatz das Problem auf den ersten Blick nur zu verschieben. Dies täuscht jedoch, denn während bei den ursprünglichen orbital-freien Ansätzen das Funktional der kinetischen Energie approximiert werden musste, was zu schweren Fehlern führte (siehe oben), wird im Kohn-Sham-Ansatz die kinetische Energie für das nicht interagierende Referenzsystem genau berechnet und nur die Korrektur der kinetischen Energie und des Austausches müssen approximiert werden, was weniger schwerwiegend ist und viel bessere Ergebnisse liefert.
Die Kohn-Sham-Orbitale lassen sich als {\displaystyle N} Lösungen eines Gleichungssystems mit einer effektiven Potentialfunktion {\displaystyle v_{\mathrm {eff} }} erhalten. Diese Rechenweise ist (analog zur Hartree-Fock-Theorie) wesentlich weniger aufwändig als die Lösung der Schrödingergleichung mit {\displaystyle N} Elektronen zugleich, weil es sich um voneinander unabhängige Lösungen einer Schrödingergleichung handelt. Diese Einelektronen-Schrödingergleichungen werden auch als Kohn-Sham-Gleichungen bezeichnet:
{\displaystyle \left(-{\frac {1}{2}}\nabla ^{2}+v_{\mathrm {eff} }({\vec {r}})-\epsilon _{j}\right)\varphi _{j}({\vec {r}})=0}
Das effektive Potential ist von der Dichte abhängig:
{\displaystyle v_{\mathrm {eff} }({\vec {r}})=v({\vec {r}})+\int {{\frac {\rho ({\vec {r}}')}{\left|{{\vec {r}}-{\vec {r}}'}\right|}}\mathrm {d} ^{3}r'}+v_{\mathrm {xc} }({\vec {r}})}
Hierbei ist der erste Term, {\displaystyle v({\vec {r}})}, das externe Potential, das im Wesentlichen die Anziehung der Elektronen durch die Atomkerne beschreibt, und der zweite Term beschreibt die elektrostatische Wechselwirkung der Elektronen untereinander (Hartree-Term). Der dritte Term {\displaystyle v_{\mathrm {xc} }({\vec {r}})}, das sogenannte Austausch-Korrelationspotential („{\displaystyle x}“ für englisch „exchange“, „{\displaystyle c}“ für „correlation“), lässt sich aus dem Austausch-Korrelations-Funktional berechnen:
{\displaystyle v_{xc}={\frac {\delta \mathbf {E} _{xc}}{\delta \rho }}}
Da das effektive Potential {\displaystyle v_{\mathrm {eff} }({\vec {r}})} einerseits in den Kohn-Sham-Gleichungen vorkommt, andererseits von der Dichte {\displaystyle \rho ({\vec {r}})} und somit von den Lösungen dieser Gleichungen abhängt, müssen die Lösungen iterativ gefunden werden. Es wird also mit dem neu gefundenen Potential (oder einer Linearkombination des vorigen und des neuen Potentials) die Kohn-Sham-Gleichung wieder gelöst, daraus ein neues Potential bestimmt usw., bis eine stabile (selbstkonsistente) Lösung gefunden wird (siehe auch Self-Consistent-Field-Methode).
Streng genommen sind die Kohn-Sham-Funktionen reine Rechengrößen und haben für sich alleine keine physikalische Bedeutung. In der Praxis können sie jedoch oft als Näherung für tatsächliche Elektronenzustände herangezogen werden, und ihre Energien {\displaystyle \epsilon _{j}} werden zum Beispiel zur Berechnung der Bandstruktur herangezogen. Auch werden ihre Form und Eigenenergie für qualitative Betrachtungen herangezogen (z. B. als Grenzorbitale).

### Das Austausch-Korrelations-Potential
Mit dem Kohn-Sham-Formalismus wurde das Problem des Vielelektronensystems eigentlich nur auf den Austausch-Korrelationsterm {\displaystyle v_{xc}({\vec {r}})} verlagert, und noch nicht gelöst. Streng genommen hängt {\displaystyle v_{xc}({\vec {r}})} von der Elektronendichte an allen Orten und nicht nur am Punkt {\displaystyle {\vec {r}}} ab und lässt sich nur für sehr wenige triviale Fälle genau berechnen. Es zeigt sich aber, dass es oft ausreicht, eine genäherte Lösung für diesen Term zu finden:
- Lokale Dichtenäherung (engl. local density approximation, LDA): Bei dieser Näherung wird angenommen, dass die {\displaystyle v_{xc}({\vec {r}})} eine Funktion der Elektronendichte an diesem Ort {\displaystyle \rho ({\vec {r}})} ist. Diese Methode liefert in vielen Fällen bereits eine ausreichend genaue Lösung, vor allem dann, wenn die Dichte ohnehin überall näherungsweise gleich ist, etwa für die Leitungselektronen in einem Metall. LDA-Rechnungen führen oft zu einer Überschätzung der Bindungsstärken, die berechneten Bindungslängen sind um etwa ein bis zwei Prozent zu kurz (engl. overbinding).

- verallgemeinerte Gradientennäherung (engl. generalized gradient approximation, GGA): Es werden nicht nur die Dichte {\displaystyle \rho ({\vec {r}})}, sondern auch ihre Ableitungen nach dem Ort (Gradient) berücksichtigt.[8] Es gibt dafür mehrere unterschiedliche Verfahren, die meist nach den Autoren der Methode benannt sind, zum Beispiel PW91[9] für das von Perdew und Wang 1991 vorgestellte Verfahren. Das PBE Funktional,[10] das nach den Physikern Perdew, Burke und Ernzerhof benannt ist, sollte dieselbe Form wie das PW91 haben, jedoch mit erheblich weniger Parametern auskommen. Das PBE ist heutzutage immer noch eines der meist verwendeten Funktionale, obwohl es bereits Weiterentwicklungen wie beispielsweise das revPBE oder das RPBE gibt.

- Hybrid-Methoden: Hier wird nur ein Teil des Austausch-Korrelations-Potentials entsprechend der Dichtefunktionaltheorie berechnet (z. B. mit GGA), ein Teil wird als Austauschenergie der Kohn-Sham-Funktionen wie in der Hartree-Fock-Methode berechnet. Diese Verfahren sind vor allem bei Molekülen genauer als reine GGA-Rechnungen, allerdings ist der Aufwand für die Rechnungen wesentlich höher als bei GGA. Das verbreitetste Hybridverfahren ist als B3LYP[11][12][13] bekannt.

Die meisten Einschränkungen und Probleme bei der Verwendung der Dichtefunktionaltheorie hängen mit dem Austausch-Korrelations-Potential zusammen. So liefern beispielsweise die verschiedenen GGA-Potentiale Bindungsenergien von einfachen Molekülen, die sich voneinander und von den experimentellen Werten um mehr als 20 Prozent unterscheiden können. Van-der-Waals-Bindungen werden von den „semilokalen“ Funktionen wie GGA überhaupt nicht beschrieben, weil sie auf langreichweitigen Korrelationen der Ladungsverteilung beruhen. Dieses Problem kann zum Beispiel mit Hilfe von angepassten Funktionalen gelöst werden. Ein weiteres Problem liegt darin, dass die Bandlücken und HOMO-LUMO-Energiedifferenzen, die aus den Kohn-Sham-Funktionen berechnet werden, bei LDA und GGA generell zu niedrig sind.
Die Rechnungen mit der Dichtefunktionaltheorie werden normalerweise in der Born-Oppenheimer-Näherung durchgeführt, es werden also nur die Elektronen quantenmechanisch behandelt.

## Rechenverfahren am Computer
Berechnungen der Eigenschaften komplexer Moleküle oder Kristalle mittels Dichtefunktionaltheorie sind aufwändig, die Effizienz der Rechnungen spielt daher eine große Rolle. Die Rechenverfahren können nach den Basisfunktionen für die Kohn-Sham-Gleichungen eingeteilt werden:
Atomare Wellenfunktionen (engl.: muffin-tin orbitals) in einer kugelförmigen Umgebung um den Atomkern (sog. Muffin-Tin-Bereich) sind gut zur Beschreibung der Elektronen in Kernnähe geeignet. Der Vorteil der atomaren Wellenfunktionen ist, dass bei für ihre Anwendung geeigneten Problemen meist sehr kleine Basissätze (eine Funktion pro Elektron und Drehimpulscharakter) zur Beschreibung genügen. Allerdings ergeben sich Probleme, die fast freien Elektronen zwischen den Atomen (z. B. Leitungselektronen in Metallen, Elektronen an Oberflächen etc.) beziehungsweise den Überlappungsbereich zwischen den Atomen konsistent zu beschreiben.
Ebene Wellen sind gut zur Beschreibung der Valenzelektronen und Leitungselektronen in Festkörpern geeignet, jedoch können die räumlich wenig ausgedehnten Wellenfunktionen nahe an den Atomkernen schlecht beschrieben werden. Ebene Wellen haben den Vorteil, dass effiziente Algorithmen zur Fouriertransformation eingesetzt werden können und dadurch die Lösung der Kohn-Sham-Gleichungen sehr rasch erfolgen kann. Zudem sind sie sehr flexibel, da zum Beispiel auch fast freie Elektronen an Oberflächen gut beschrieben werden können.
Vor allem für Berechnungen in der Festkörperphysik werden daher diese Verfahren kombiniert, indem man ebene Wellen verwendet, für den Bereich nahe den Atomkernen aber zusätzliche Maßnahmen trifft. Dieser Bereich kann entweder vollständig getrennt behandelt (engl. augmented plane waves), es können dort zusätzliche Wellenfunktionen addiert (engl. projector augmented waves) oder es kann ein sogenanntes Pseudopotential, das nur im Bereich der Außenelektronen korrekte Wellenfunktionen ergibt, aber nicht in der Nähe der Atomkerne, verwendet werden.
Zur Behandlung molekularer Systeme werden in der Regel atomzentrierte Gauß-Funktionen als Basis für die zu generierenden Kohn-Sham-Orbitale verwendet. Diese Funktionen werden für jedes Atom voroptimiert und orientieren sich an den analytisch bekannten Lösungen der elektronischen Wellenfunktionen des Wasserstoffatoms. Die Eigenschaft, dass ein Produkt zweier Gauß-Funktionen, wieder eine Gauß-Funktion darstellt, ist bei der Lösung der Zwei-Elektronen-Integrale hilfreich. Diese Atomorbitale (Einelektronenwellenfunktionen) werden unter Berücksichtigung ihrer Symmetrie durch geeignete Linearkombinationen zur Konstruktion von Molekülorbitalen herangezogen (LCAO-Ansatz). Durch selbstkonsistentes Lösen der KS-Gleichungen (effektive Ein-Elektronen-Schrödingergleichungen) erhält man einen Satz an KS-Orbitalen als Eigenfunktionen der KS-Operatoren, der in Form einer (antisymmetrischen) Slater-Determinante zusammengefasst wird. Diese Slater-Determinante dient lediglich zur Konstruktion der korrekten Elektronendichte und stellt keine vernünftige Wellenfunktion dar. Hieraus lassen sich die kinetische Energie der Elektronen, das externe Potential sowie die klassische Coulomb-Wechselwirkung der Elektronen berechnen. Bis hierhin unterscheidet sich die DFT-Methode nicht wesentlich von einer Wellenfunktions-Methode. Die moderne KS-DFT profitiert demnach von der bereits lang umforschten und effizient implementierten Hartree-Fock-Maschinerie. Der bedeutende Unterschied der DFT liegt in der Berechnung der Austausch-Korrelations-Energie. Diese wird in der Regel numerisch für ausgewählte Gitterpunkte berechnet, da moderne Dichtefunktionale teilweise sehr abstruse Formen annehmen und eine analytische Behandlung sich demnach sehr schwierig gestaltet.
Mit leistungsfähigen Computern können heute Systeme von bis zu rund 1000 Atomen mittels DFT-Rechnungen behandelt werden. Für größere Systeme müssen andere Näherungsverfahren wie die Tight-Binding-Methode oder auf DFT-Ergebnissen basierende Näherungsverfahren verwendet werden.

## Anwendungen in der Chemie
DFT-Verfahren können – genau wie traditionelle quantenchemische ab initio Verfahren – zur Strukturbestimmung von mehratomigen Systemen herangezogen werden. Sind Atompositionen, Kernladungen und Zahl der Elektronen bekannt, so kann man mithilfe des Kohn-Sham-Formalismus für eine gegebene Kerngeometrie die Totalenergie des Systems berechnen. Auf diese Weise lassen sich Potentialenergieflächen abbilden und über eine sogenannte Geometrie der Minima oder Übergangszustände charakterisieren. Da die Dichtefunktionaltheorie jedoch in der Praxis lediglich eine Näherung zur Lösung der exakten Schrödingergleichung darstellt, entstehen dabei zwangsläufig Fehler. Diese sind im Allgemeinen aber einerseits weitgehend systematisch (abhängig von der Art der Bindung und des gewählten Funktionals) und andererseits gut dokumentiert bzw. quantifizierbar. Auch wenn die systematische Verbesserbarkeit der Genauigkeit weniger stark ausgeprägt ist als bei Ab-initio-Verfahren, hat sich mit der sogenannten Jakobsleiter dennoch eine Art Hierarchie der DFT-Methoden etabliert.
Weiterhin können eine Reihe von spektroskopischen Eigenschaften von Molekülen berechnet oder gar ganze Spektren vorhergesagt werden. Sorgfältige experimentelle Daten dienen unter anderem zur Kalibrierung von DFT-Methoden. Die Dichtefunktionaltheorie kann also zur Verifizierung oder Interpretation von bestehenden Daten oder sogar zur Vorhersage genutzt werden. Letzteres verlangt jedoch oftmals die Verwendung empirischer Korrekturschemata, um verlässliche Ergebnisse zu erzielen. Der nachfolgenden Liste können einige beispielhafte (spektroskopische) Anwendungen der DFT entnommen werden:
- Da das Prinzip der Dichtefunktionaltheorie auch auf angeregte elektronische Zustände erweiterbar ist (time-dependent density functional theory, TDDFT), können auch Potentialenergieflächen elektronisch angeregter Zustände und somit elektronische Anregungsenergien für die optische Spektroskopie berechnet werden.
- Aus der Elektronendichte lässt sich für eine feste Kerngeometrie unmittelbar das elektrische Dipolmoment ermitteln, das für die Rotationsspektroskopie von Bedeutung ist.
- Die zweite Ableitung der Energie nach einer internen Koordinate ergibt die Kraftkonstante, die in Bezug auf die Auslenkung steht. Hieraus lassen sich Schwingungsfrequenzen berechnen.
- Auch magnetische Eigenschaften lassen sich mit modernen Programmen auf Grundlage der DFT darstellen – somit sind auch EPR- und NMR-Spektren zugänglich.
- Über die elektronische Struktur sind auch Ionisierungsenergien sowie Elektronenaffinitäten berechenbar, die beispielsweise zur Vorhersage von Photoelektronenspektren benötigt werden.

Über statistische Modelle basierend auf den Ergebnissen einer DFT-Rechnung sind zudem thermodynamische Größen wie etwa die Enthalpie oder Entropie eines Systems zugänglich. Darüber hinaus können thermochemische Größen wie Atomisierungs-, Reaktions- und Bindungsenergien berechnet werden. Eine weitere Anwendung finden DFT-Methoden in der Car-Parrinello ab-initio Molekulardynamik zur Simulation von Struktur und Dynamik komplexer Systeme in kondensierten Phasen, wie beispielsweise die Bestimmung von Molekülstrukturen in Festkörpern, welche zur rechengestützten Kristallstrukturanalyse genutzt werden können.
In der Festkörperphysik und Festkörperchemie ermöglicht die Dichtefunktionaltheorie Diffusionsmechanismen zu berechnen. In der nuklearen Festkörperspektroskopie können mit ihr elektrische Feldgradienten und Magnetismus berechnet werden, die direkt mit Messungen aus Mößbauer-Spektroskopie, gestörter Gamma-Gamma-Winkelkorrelation, Kernspinresonanzspektroskopie oder Myonenspinspektroskopie verglichen werden können, um Modelle für die lokale Struktur in funktionellen Materialien zu entwickeln.

## Erweiterungen
Es gibt zahlreiche Erweiterungen der Theorie, z. B. Spindichte- oder Stromdichtefunktionaltheorien, oder etwa sog. dynamische Dichtefunktionaltheorien, die zwar alle erwähnenswert sind, aber hier im Einzelnen nicht besprochen werden können, zumal das Gebiet nach wie vor sehr im Fluss ist.

## Forschung & Entwicklung
Weltweit existieren eine Vielzahl an Instituten die Computergestützte Chemie, Quantenchemie und DFT entwickeln oder einsetzen. Beispiele sind,
- Max-Planck-Institut für Festkörperforschung
- Mulliken Center for Theoretical Chemistry[16] der Universität Bonn

## Modellierung und Software (Beispiele)
Es existieren eine Vielzahl an nicht- als auch kommerziellen DFT-Software bzw. Modellierungspaketen. Dabei ist DFT Teil anderer Funktionalitäten bzw. Umfänge der Software. Die Lizenzmodelle unterscheiden sich und müssen im Einzelfall geprüft werden. Einige bekannte Beispiele sind,
- CASTEP[17][18]
- FLEUR (ein full-potential linearized augmented planewave code, FLAPW)[19]
- GAUSSIAN
- ORCA
- QuantumATK
- VASP (Vienna Ab initio Simulation Package)

### Einstieg
- Kyle A. Baseden, Jesse W. Tye: Introduction to Density Functional Theory: Calculations by Hand on the Helium Atom. In: Journal of Chemical Education. Band 91, Nr. 12, 9. Dezember 2014, S. 2116–2123, doi:10.1021/ed5004788 (englisch).
- Klaus Capelle: A bird’s-eye view of density-functional theory. In: Brazilian Journal of Physics. Band 36, 4a, Dezember 2006, S. 1318–1343, doi:10.1590/S0103-97332006000700035 (englisch).
- Frank Jensen: Introduction to Computational Chemistry. 3. Auflage. John Wiley & Sons, Chichester, UK ; Hoboken, NJ 2017, ISBN 978-1-118-82599-0 (englisch).
- W. Kohn: Nobel Lecture: Electronic structure of matter—wave functions and density functionals. In: Reviews of Modern Physics. Band 71, Nr. 5, 1. Oktober 1999, S. 1253–1266, doi:10.1103/RevModPhys.71.1253 (englisch).
- Errol G. Lewars: Computational Chemistry. Springer International Publishing, Cham 2016, ISBN 978-3-319-30914-9, doi:10.1007/978-3-319-30916-3 (englisch).
- John A. Pople: Quantenchemische Modelle (Nobel-Vortrag). In: Angewandte Chemie. Band 111, Nr. 13–14, 12. Juli 1999, S. 2014–2023, doi:10.1002/(SICI)1521-3757(19990712)111:13/14<2014::AID-ANGE2014>3.0.CO;2-C.

### Monografien und weiterführende Literatur
- Axel D. Becke: Perspective: Fifty years of density-functional theory in chemical physics. In: The Journal of Chemical Physics. Band 140, Nr. 18, 14. Mai 2014, S. 18A301, doi:10.1063/1.4869598 (englisch).
- Eberhard Engel (vormals Eberhard K. U. Gross), Reiner M. Dreizler: Density Functional Theory: An Advanced Course (= Theoretical and Mathematical Physics). Springer Berlin Heidelberg, Berlin, Heidelberg 2011, ISBN 978-3-642-14089-1, doi:10.1007/978-3-642-14090-7 (englisch).
- Feliciano Giustino: Electron-phonon interactions from first principles. In: Reviews of Modern Physics. Band 89, Nr. 1, 16. Februar 2017, S. 015003, doi:10.1103/RevModPhys.89.015003 (englisch).
- Frank Jensen: Computational Chemistry: The Exciting Opportunities and the Boring Details. In: Israel Journal of Chemistry. Band 62, Nr. 1–2, Februar 2022, doi:10.1002/ijch.202100027 (englisch).

### Klassiker und ältere Literatur
- P. Gombás: Theorie und Lösungsmethoden des Mehrteilchenproblems der Wellenmechanik. Birkhäuser Basel, Basel 1950, ISBN 978-3-0348-6957-7, doi:10.1007/978-3-0348-6956-0.
- Wolfram Koch, Max C. Holthausen: A Chemist’s Guide to Density Functional Theory. 2nd ed., 5. reprint. Wiley-VCH, Weinheim 2008, ISBN 978-3-527-30372-4 (englisch).
- Robert G. Parr, Weitao Yang: Density-Functional Theory of Atoms and Molecules (= International Series of Monographs on Chemistry. Band 16). Oxford University Press ; Clarendon Press, New York : Oxford [England] 1989, ISBN 978-0-19-504279-5 (englisch, archive.org).